# André Bikey
André Bikey, né le 8 janvier 1985 à Douala, est un ancien footballeur international camerounais qui jouait au poste de défenseur central. Il est actuellement l'entraîneur adjoint d'Al-Taawoun en Arabie saoudite.

## Biographie
André Bikey mesure 1,82 m pour 80 kg.
Il est prêté lors de la saison 2006-2007 à Reading par le Lokomotiv Moscou, avant d'être recruté définitivement par le club anglais pour 1,7 M€.
En août 2009, il signe à Burnley, promu en Premier League.

## Palmarès
- International A Camerounais.
- Finaliste de la Coupe d'Afrique des nations 2008 avec l'équipe du Cameroun.
- 8 matchs en Coupe UEFA avec le MFK Lokomotiv en 2005-2006.

## Anecdote
Lors de la demi-finale Ghana-Cameroun de la CAN le 7 février 2008, alors que son équipe mène par 1 but à zéro, Song se blesse et des soigneurs viennent pour intervenir sur le joueur. Bikey, dans un élan de rage, repousse un des soigneurs ghanéens des 2 mains et est logiquement expulsé du terrain. Il manquera la finale à cause de cet acte.